# Colour Me Red
Colour Me Red è la prima raccolta antologica della cantante sudcoreana Hyuna, pubblicata il 6 giugno 2014 dall'etichetta discografica Cube Entertainment.

## Descrizione
La raccolta contiene i singoli di Hyuna ed è stata pubblicata nel giugno del 2014 in Taiwan e Cina. Il singolo di apertura è Where You Going Oppa? primo singolo da Colour Me RED e quarto e ultimo singolo dall'album Rain Effect di Rain. Nel 2013 a dicembre, viene pubblicato un teaser che mostra alcune scene del DVD.

## Tracce
1. Where You Going Oppa? – 3:28
2. Change
3. A Bitter Day
4. Bubble Pop
5. Just Follow
6. Ice Cream
7. Unripe Apple
8. Don't Fall Apart
9. Oppa Is Just My Style
10. My Color